# District de Jiuyuan
Le district de Jiuyuan (九原区 ; pinyin : Jiǔyuán Qū) est une subdivision administrative au nord de la région autonome de Mongolie-Intérieure en Chine. Il est placé sous la juridiction de la ville-préfecture de Baotou.